# Newville (Alabama)
Newville é uma cidade  localizada no estado americano do Alabama, no Condado de Henry.

## Demografia
Segundo o censo americano de 2000, a sua população era de 553 habitantes.
Em 2006, foi estimada uma população de 541, um decréscimo de 12 (-2.2%).

## Geografia
De acordo com o United States Census Bureau, a localidade tem uma área de 10,4 km², sem área coberta por água. Newville localiza-se a aproximadamente 123 m acima do nível do mar.

## Localidades na vizinhança
O diagrama seguinte representa as localidades num raio de 24 km ao redor de Newville.